# حسين دهقان
حسين دهقان (بالفارسية: حسین دهقان) هو عسكري إيراني ووزير الدفاع الإيراني الحالي. هو الرئيس السابق لمؤسسة الشهداء وشئون المحاربين في فترة رئاسة محمد خاتمي ومحمود أحمدي نجاد ونائب وزير الدفاع في فترة رئاسة
أكبر هاشمي رفسنجاني ومحمد خاتمي وأمين ورئيس اللجنة السياسية والدفاعية والأمنية لمجمع تشخيص مصلحة النظام وقائد في حرس الثورة الإسلامية خلال الحرب العراقية الإيرانية وهو حاصل علی الدكتوراه في فرع الإدارة العامة من جامعة طهران.
کان دهقان قائد للقوة الجوية لحرس الثورة الإسلامية في فترة من فترات خدمته حيث تم تعيينه لقيادة هذا المنصب في 24 أبريل 1990 عبر حکم من القائد العام للقوات المسلحة الإيرانية سيد علي خامنئي.

## النشأة والخلفية التعليمية
ولد حسين دهقان عام 1957مـ في قرية بالقرب من مدينة شهرضا اسمها "بودة"، في مقاطعة دهقان بمحافظة أصفهان. حصل دهقان علی شهادة البكالوريوس والماجستير في فرع الهندسة المعدنية من جامعة طهران والدكتوراه في فرع الإدارة العامة من نفس الجامعة.

## التجربة التدريسية
التدريس في مختلف الجامعات:
- جامعة امام حسین.
- جامعة العلامة الطباطبائي.
- جامعة مالك أشتر الصناعية.
- الجامعة العالية للدفاع الوطني.
- جامعة حر الإسلامية.[2]

## الأنشطة البحثية
تولّی دهقان مسئولية توجيه، واستشارة ومراقبة عشرات الأطروحات لطلاب الجامعات المختلفة في مراحل الماجستير والدكتوراه وكذلك تعريف المشاريع المتنوعة البحثية والمراقبة عليها في مختلف المراکز البحثية والأمانة العامة لمجمع تشخيص مصلحة النظام.

## مسئوليات
- الدخول في حرس الثورة الإسلامية منذ بداية الثورة الإسلامية وقائد حرس طهران عام 1982.
- قائد القاعدة العملياتية ثارالله
- نائب قائد القوة الجوية لحرس الثورة الإسلامية 1986-1990مـ
- قائد القوة الجوية لحرس الثورة الإسلامية 1990-1992مـ
- نائب رئيس هيئة الأركان المشتركة لحرس الثورة الإسلامية 1992-1996مـ
- الرئيس التنفيذي لمؤسسة تعاون لحرس الثورة الإسلامية 1996-1997مـ
- نائب وزير الدفاع وإسناد القوات المسلحة 1997-2003مـ
- کبير المستشارين لوزير الدفاع وإسناد القوات المسلحة2003-2004مـ
- مساعد رئيس الجمهورية ورئيس مؤسسة الشهداء وشئون المحاربين 2004-2009مـ
- نائب الرئيس والأمين العام لمرکز الدراسات الإستراتِجية والدفاعية للقوات المسلحة الإيرانية 2009-2010مـ
- أمين ورئيس اللجنة السياسية والدفاعية والأمنية لمجمع تشخيص مصلحة النظام 2010-2013مـ
- مستشار رئيس مجلس الشورى الإسلامي 2010-2013مـ
- وزير الدفاع الإيراني 2013مـ- الآن.[2][6]

## وزير الدفاع لحكومة روحاني
وبعد انتخاب حسن روحاني لرئاسة الجمهورية الإسلامية الإيرانية، عام 2013مـ، تم تقديم اسم العميد حسين دهقان لکسب التصويت على حجب الثقة للتصدي لوزارة الدفاع وإسناد القوات المسلحة الإيرانية إلی مجلس الشورى الإسلامي. وبعد انتهاء جلسات مناقشة كفاءة الوزراء المقترحين، صوّت نواب البرلمان الإيراني لحسين دهقان بأغلبية 94.7 في المئة وبدأ الخدمة کوزير الدفاع لحکومة الرئيس روحاني.